# Cheta Ozougwu
Chetachi Ozougwu, detto Cheta (Houston, 18 novembre 1988), è un ex giocatore di football americano statunitense che ha militato nel ruolo di defensive end nella National Football League (NFL). Fu l'ultima scelta assoluta del Draft NFL 2011 da parte degli Houston Texans, divenendo così il "Mr. Irrelevant" del draft. Al college ha giocato a football all'Università Rice.

## Carriera

### Houston Texans
Ozougwu fu scelto nel corso del settimo giro del Draft 2011 dagli Houston Texans. Nella sua stagione da rookie non disputò alcuna partita, venendo svincolato a fine stagione.

### Chicago Bears
L'11 aprile 2012 Ozougwu firmò un contratto con i Chicago Bears. Nella stagione 2012 scese in campo 2 volte (nessuna come titolare), mettendo a segno 3 tackle.